# Восточный Логон
Восто́чный Лого́н (фр. Logone Oriental, араб. لوقون الشرقي‎) — регион в Республике Чад. Административный центр — город Доба. Другие города — Бебеджиа, Байбокум. Площадь — 24 000 км², население — 796 453 человека (2009 год).

## География
Регион Восточный Логон расположен на крайнем юге Чада. Название своё получил от реки Логон (река). На севере граничит с регионами Западный Логон и Танджиле, на востоке с регионом Мандуль. На западе границей региона является государственная граница Чада с Камеруном, на юге проходит государственная граница между Чадом и Центральноафриканской Республикой. Территориально регион соответствует находившейся здесь раньше префектуре того же названия.

## Население
Наиболее крупной этнографической группой в Восточном Логоне является народ сара (50 % от общего числа жителей). Проживают здесь также народности мбум, гор, нгула.
По вероисповеданию большинство жителей — христиане и анимисты.

## Административное деление
В административном отношении Верхний Логон подразделяется на 6 департаментов — Восточное Коу (состоит из 3 супрефектур: Бодо, Беджо и Бети), Западное Коу (3 супрефектур: Бебото, Баке, Добити), Монт-де-Лам (5 супрефектур: Баибокум, Бесао, Лараманай, Мбаикоро и Мбитои), Нья (5 супрефектур: Бебеджиа, Бебони, Коме, Мбику и Миандум), Нья-Пенде (4 супрефектуры: Горе, Бекан, Дония, Ямодо) и Пенде (3 супрефектуры: Доба, Кара и Мадана).

## Экономика
Важнейшими отраслями хозяйства региона Восточного Логона являются добыча нефти и выращивание хлопка.

## Населённые пункты
- Банга
- Бегада
- Бембура
- Бингеле
- Дамала
- Ири
- Конде
- Контжала
- Кулулу
- Пао
- Тимбери